# ジョー・ウィロック
ジョゼフ・ジョージ・“ジョー”・ウィロック（Joseph George "Joe" Willock, 1999年8月20日 - ）は、イギリス・ロンドン・ウォルサム・フォレスト区出身のサッカー選手。ポジションは、ミッドフィールダー。ニューカッスル・ユナイテッドFC所属。元イングランド代表。

## 経歴
イギリスのロンドン・ウォルサム・フォレスト区出身で、アーセナルFCアカデミーに所属し、2017年9月20日に行われたEFLカップのドンカスター・ローヴァーズFC戦でプロデビューを果たした。
2018年4月15日、ニューカッスル・ユナイテッドFC戦でプレミアリーグデビューを果たした。2018年11月29日、ヨーロッパリーグのFCヴォルスクラ・ポルタヴァ戦でトップチームでの初ゴールを決めて勝利に貢献した。2019年1月5日、FAカップのブラックプールFC戦で初の1試合2得点を決めた。
2019-20シーズンにファーストチームに正式登録。リーグ戦では先発出場の機会はそこまで多くなかったものの、最終的には29試合に出場した。
2021年2月1日、20/21シーズン終了までニューカッスル・ユナイテッドFCへローン移籍することが発表された。同年4月4日、プレミアリーグのトッテナム戦で引き分けに持ち込むゴールを決めるとそこからベンチメンバーだったバーンリー戦と不出場契約があったローン元のアーセナル戦以外のシーズン終了までに出場した7戦全てで得点を決める大活躍をした。プレミアリーグ出場試合7戦連続ゴールは、ニューカッスルの選手としてはアラン・シアラー以来2人目であり、プレミア史上最年少での記録達成であった。また、トッテナム、リヴァプール、ウェストハム、レスター、マンチェスター・シティと対戦相手はリーグ戦上位の強豪チームばかりであり、トッテナム、リヴァプール戦のゴールは引き分けに持ち込むゴールでウェスト・ハム、シェフィールド・ユナイテッド戦のゴールは勝ち越し弾と結果に直結する重要なゴールが多かった。この活躍から5月のプレミアリーグ月間最優秀選手に選出された。
2021年8月13日、昨季ローンで加入していたニューカッスルへの完全移籍が公式発表された。

## 私生活
クリスとマティという兄がいる。2人の兄も同じくサッカー選手をしておりアーセナルFCアカデミーに所属していた。現在、2人の兄はアーセナルを離れてそれぞれ別のチームに所属している。2017年5月、マンチェスター・ユナイテッドFC対アーセナルFCのリザーブチーム同士の試合で3兄弟がピッチ上に揃った。
モントセラト人の血筋である。

## タイトル

### クラブ
アーセナル
- FAカップ：1回（2019-20）
- FAコミュニティ・シールド：2回（2017, 2020）